# Thematic apperception test
Il Thematic Apperception Test (test di appercezione tematica, TAT) è un test di personalità di tipo proiettivo, che fa parte della categoria dei metodi tematici costruttivi, utilizzato in psicologia e psichiatria per l'indagine della personalità. In particolare, si valutano il contenuto dei pensieri espressi e le fantasticherie del soggetto, permettendo al clinico la conoscenza contemporanea di emozioni, atteggiamenti e processi cognitivi del soggetto.
Dopo il test di Rorschach è il test proiettivo più usato e diffuso al mondo, anche se non ha un sistema di siglatura globalmente accettato; questo può in alcuni casi portare all'eventualità di una valutazione non strettamente validata e troppo spostata sul versante "intuitivo".
Esiste una versione del TAT per bambini di età tra i 3 e i 10 anni, il CAT (Children Apperception Test). Essa è però costituita da dieci storie di animali in situazioni diverse.

## Linee generali
Nel 1935 Henry Murray utilizza per la prima volta il TAT in una ricerca sulla personalità. Il TAT si basa infatti sulla teoria dei bisogni di Murray ed è nato per confermarla. La teoria dei bisogni è una teoria della personalità i cui costrutti centrali sono quelli di bisogno e pressione. I bisogni sono un'energia che organizza la percezione, il pensiero e l'azione. Essi sono classificati in primari o biologici e secondari o psicogenici. Bisogni specifici in ogni determinato momento possono essere dominanti o deboli in conflitto, fusi o sussidiari gli uni degli altri, spontanei o evocati da circostanze ambientali. Le pressioni si riferiscono alla forza sulla persona di eventi ambientali. La pressione alpha è dovuta all'influenza su una persona di forze esterne obiettive e reali. Le pressioni beta riguardano le componenti soggettive di tali forze. Bisogni e pressioni interagiscono in combinazioni dinamiche, definite dall'autore temi.
Dal 1943 il TAT viene pubblicato nella sua forma definitiva: 31 tavole rappresentanti foto, immagini e quadri dal significato ambiguo, di cui 11 tavole vengono usate per tutti i soggetti (tra cui 1 bianca), e 20 sono specifiche per categorie di età e genere sessuale.
Le tavole presentano varie situazioni di vita, con uno o più personaggi e con diversi gradi di strutturazione dell'immagine. L'ambiguità e la poca strutturazione dello stimolo sono le caratteristiche fondamentali delle tecniche basate sulla proiezione. Il test è individuale e secondo le indicazioni di Murray, il soggetto deve sedersi di spalle allo psicologo per favorire le libere associazioni. Si richiede di costruire una storia intorno alla figura presentata, con un passato, il presente, la conclusione, i sentimenti e i pensieri.
L'ipotesi centrale è che il soggetto si identifichi con il personaggio principale delle tavole, attribuendo così al personaggio sentimenti e bisogni che fanno in realtà parte del suo vissuto, e che sono espressione del suo mondo interno (inconscio).

## Caratteristiche del TAT
Nonostante nel corso degli anni siano state apportate diverse modifiche alla somministrazione e alla validazione, tre rimangono le caratteristiche centrali del TAT: 
- La caratteristica del materiale-stimolo: lo stimolo è l'elemento più importante su cui basare l'interpretazione; tutta la produzione del soggetto va interpretata in base agli stimoli, e ciò comporta il rischio di confondere ciò che è proprio dello stimolo con ciò che è proprio del soggetto. Di conseguenza, è importante per il clinico conoscere quali siano i temi che più frequentemente compaiono davanti ad ogni tavola. A tal proposito, Shentoub[non chiaro] propone di distinguere in ogni tavola un contenuto manifesto (ovvero i principali elementi oggettivi dell'immagine), ed un contenuto latente, che costituisce la base per l'interpretazione delle storie. Per tale motivo spesso si parla di stimolo conflittuale.
- Una seconda caratteristica è la consegna: le indicazioni da fornire al soggetto al momento della consegna, sono tuttora quelle espresse originariamente da Murray, ovvero il richiedere l'elaborazione di una storia coerente, aderente allo stimolo (conflittuale) e contemporaneamente di lasciar andare l'immaginazione; inoltre, la richiesta di raccontare anche il prima e dopo comporta la necessità di una più completa organizzazione degli avvenimenti, e costringe il soggetto ad entrare maggiormente in contatto con il proprio mondo interno. Per questo motivo anche la consegna viene definita una "consegna conflittuale".
- Terza caratteristica è la presenza e la relazione con l'esaminatore: direttamente consequenziale alle precedenti caratteristiche, a causa dello stimolo e della consegna conflittuali, nel TAT lo psicologo si fa portatore dell'attivazione sia del desiderio che delle difese, venendo investito dal mondo interno del soggetto.

Per quanto riguarda l'interpretazione, il TAT si presenta come situazione proiettiva nell'immaginario delle relazioni oggettuali che, attraverso la mobilitazione dell'immaginario del soggetto, evoca relazioni tra rappresentazioni di Sé, rappresentazioni dell'oggetto ed i loro risvolti.

## Interpretazione
La "creazione di storie" porta il soggetto ad operare a più livelli, spazio percettivo/immaginario; processo primario\secondario; contenuto raccontato/significante, etc. Per questo motivo, il TAT fornisce informazioni anche sulla struttura di personalità, in quanto essa si rivela nello stile con cui viene espresso il proprio immaginario all'interno degli stimoli tematici (figura-racconto).
Il Test TAT è uno strumento psicologico che prevede la presentazione di una serie di immagini e richiede al soggetto di creare una storia basata su quelle immagini. Questo processo di "creazione di storie" coinvolge diversi livelli di percezione e immaginazione, come la capacità di visualizzare immagini, l'abilità di pensiero creativo, la capacità di comprendere i simboli e le metafore.
Questo test può fornire informazioni sulla struttura della personalità, poiché il modo in cui una persona crea le storie può rivelare alcuni aspetti della sua personalità. Ad esempio, il contenuto della storia, i personaggi che vengono descritti e la struttura narrativa possono fornire indicazioni su come il soggetto interpreta se stesso e il mondo intorno a lui.
Inoltre, il TAT può anche fornire informazioni su come una persona elabora le informazioni, poiché il processo di creazione della storia coinvolge sia processi primari (come l'istinto e l'emozione) che processi secondari (come il pensiero razionale e l'elaborazione cognitiva). Questi fattori possono aiutare i professionisti della salute mentale a comprendere meglio la personalità e il funzionamento mentale del soggetto.